# Коцьмери
Коцьмери (пол. Koćmiery) — село в Польщі, у гміні Вишки Більського повіту Підляського воєводства.
У 1975-1998 роках село належало до Білостоцького воєводства.